# Tuapse
Tuapse (ros. Туапсе, adygejski ТӀуапсэ, gruz. ტუაფსე) – miasto w Rosji, w Kraju Krasnodarskim, port nad Morzem Czarnym. Liczy około 60 tys. mieszkańców (2021).
W mieście od 1929 znajdowała się jedna z największych w Rosji rafineria ropy naftowej należąca do koncernu Rosnieft, która przerabiała 12 mln ton ropy rocznie. W mieście rozwinął się przemysł maszynowy oraz spożywczy.
W okresie lat 1917–1921 w Tuapse funkcjonowała polska placówka o charakterze konsularnym.

## Historia

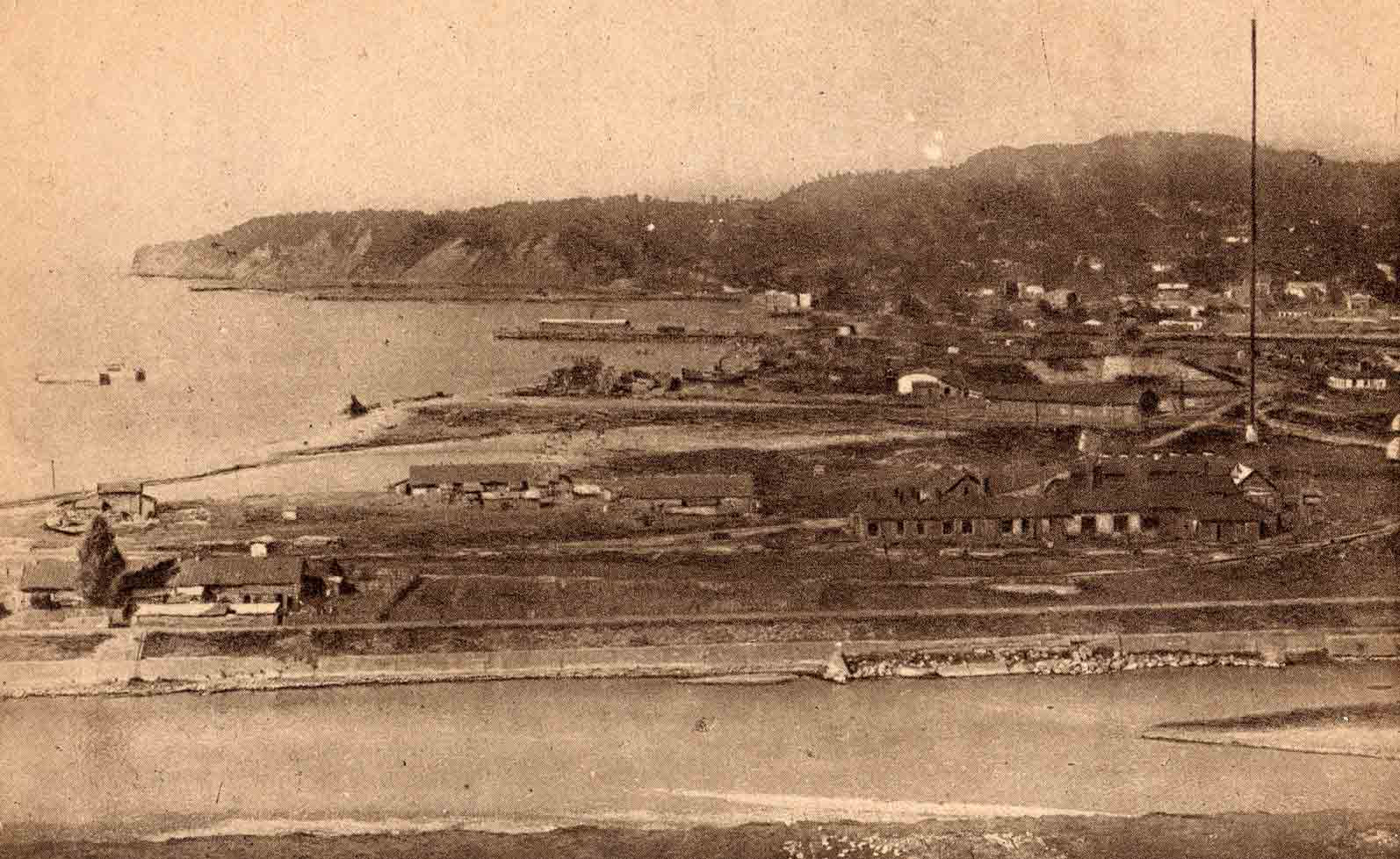
Tuapse na początku XX w.

W średniowieczu okolic dzisiejszego Tuapse sięgały granice Abchazji, a następnie Gruzji. Gruzja utraciła obszar w XVI w. na rzecz Adygejczyków. Po traktacie adrianopolskim w 1829 obszar został anektowany przez Rosję. W czasie wojny krymskiej miejscowość była przez dwa lata okupowana przez Turcję. Tuapse uzyskało prawa miejskie w 1896.
Po upadku caratu 27 lipca 1918 miasto zajęte przez odradzającą się Gruzję. We wrześniu Gruzini wycofali się z miasta pod naciskiem bolszewików, którzy z kolei kilka dni później wycofali się pod naporem białych.
W latach 1924–1930 stolica Szapsugskiego Rejonu Narodowego przed jej przeniesieniem do Kależu.

## Demografia
Skład etniczny w 2002:
1. Rosjanie – 76,7%
2. Ormianie – 8,3%
3. Ukraińcy – 3,3%
4. Adygejczycy – 1,3%
5. Białorusini – 0,6%
6. Tatarzy – 0,6%
7. Grecy – 0,4%
8. Gruzini – 0,4%

## Transport
W mieście znajduje się stacja kolejowa oraz port morski.

## Miasta partnerskie
- Agen, Francja